# 김란사
김란사(1872년 9월 1일 ~ 1919년 3월 10일)는 대한제국 여성으로서 미합중국에 있는 오하이오 웨슬리언 대학교에서 학사를 최초로 취득하였으며 여성운동가이자, 독립운동가이다.남편 하상기의 성을 따라 미국식으로 하난사로 알려져 있기도 한다.

## 생애

#### 이화학당 입학
조카손자인 김용택씨가 국민일보를 찾아와서 들려준 이야기에 따르면, 김란사가 정확한 이름이라고 한다.
국민일보에 따르면, 1872년에 평양에서 부친 김병훈과 모친 이씨 사이에서 태어났으며 부친은 무역업자였다. 1911년 부친의 무역업을 돕기위해 인천으로 이사했으며, 부인 조씨와 사별한 하상기(河相驥)와 혼인하였다. 초기 이화학당은 기혼자가 입학할 수 없었지만, 룰루 프라이 교장에게 "내 인생은 이렇게 밤중처럼 캄캄합니다. 나에게 빛을 찾을 수 있는 기회를 주지 않겠습니까…어머니들이 배우고 알아야 자식을 가르칠 수 있지 않겠습니까.”라고 설득함으로써 자신이 학비를 낸다는 조건으로 입학하였으며,남편 성씨인 하씨와 세례명인 낸시를 따와서 하란사라고 불렸다. 본명이 김씨이므로 김란사가 맞으며, 하란사라는 이름은 미국에 입국할 때에 입국심사관에게 남편의 성이 하씨라고 하여 붙여진 이름이라고 한다.

#### 미국 유학
1906년에 미합중국에 있는 오하이오 웨슬리언 대학교에서 문학사(Artium Magister)를 취득하여 대한제국의 여성으로서 학사를 최초로 취득하였으며 귀국 후에는 한민족의 존엄과 권리를 지키고 한민족의 단결과 발전을 도모하려는 집단스러운 감정이나 의지 고양에 힘쓰다가, 대한제국의 황제인 순종 이척(李坧)이 재위 중에 대한 제국이 일본 제국에게 나라를 빼았겼다. 그 뒤에 경술국치가 일어난 1910년부터는 독립운동에 가담하였다. 이화학당에서 사감으로 일했으며, 그가 사감으로 일할 적에 이화학당을 다닌 학생이 유관순이다.

## 상훈
- 1995년 건국훈장 애족장 추서

## 관련인물
- 유관순
- 하상기